# Sông Moldova
Sông Moldova là một con sông ở Romania, thuộc vùng lịch sử Moldavia. Sông bắt nguồn từ Dãy núi Obcina Feredeu thuộc Bukovina ở Suceava và hợp lưu với Sông Siret gần thành phố Roman ở Neamț.
Tên con sông này được dùng để chỉ Công quốc Moldavia, với thủ đô đầu tiên là Târgul Moldovei (hiện nay là Baia), nằm trên sông Moldova. Nguồn gốc tên của con sông vẫn còn đang tranh cãi (xem Từ nguyên Moldova).

## Thị trấn và làng mạc
Các thị trấn và làng mạc dọc theo sông Moldova gồm, từ nguồn cho tới cửa sông: Câmpulung Moldovenesc, Gura Humorului, Baia, Roman.

## Phụ lưu
Các sông sau đây là phụ lưu của sông Moldova:
Trái: Sulița, Benia, Breaza, Pârâul Negrei, Plai, Moroșani, Pârâul Cailor, Timoi, Sadova, Deia, Lala, Moldovița, Dobra, Beltag, Tocila, Humor, Bucovăț, Halia, Lețcani, Cristești, Boura, Pietroaia, Ciurlac
Phải: Lucina, Lucava, Tătarcu, Răchitiș, Botuș, Orata, Delnița, Ciumuca, Colacu, Arseneasca, Putna, Colbu, Prașca, Valea Seacă, Izvorul Alb, Izvorul Malului, Valea Caselor, Șandru, Sălătruc, Suha, Voroneț, Isachea, Suha Mică, Suha Mare, Bogata, Râșca, BrusturiSărata, Neamț, Topolița, Umbrari, Valea Albă, Valea Mare

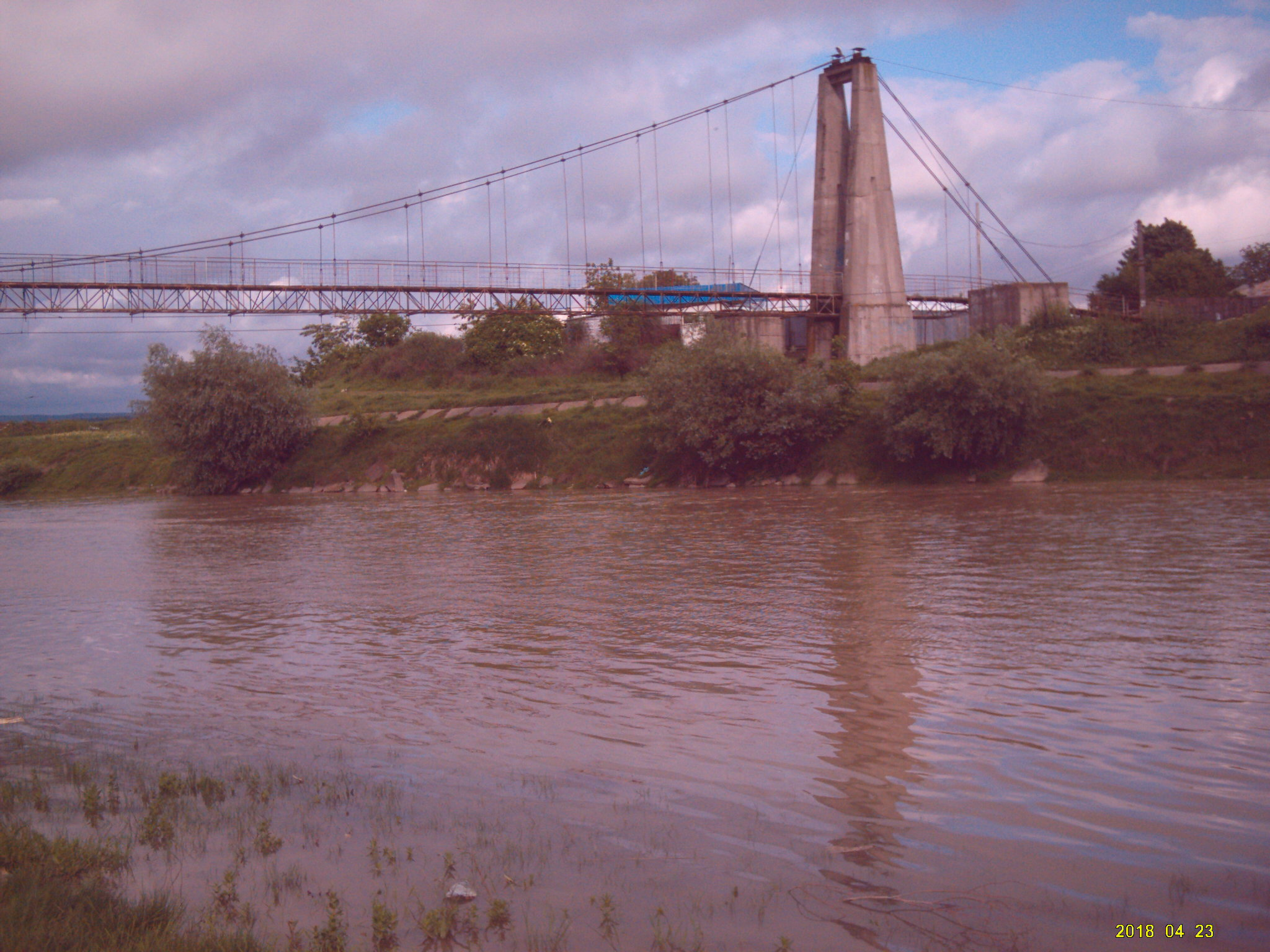
Sông Moldova gần Roman